# Riobasco
Il Riobasco  (Reebasco in ligure) è il principale affluente del Sansobbia. Al contrario di quanto si può pensare, la prima parte del nome non deriva dal termine rio, ma si tratta di una errata traduzione del nome dialettale del torrente, che dovrebbe essere reso correttamente in italiano come Rebasco, anziché Riobasco.

## Percorso

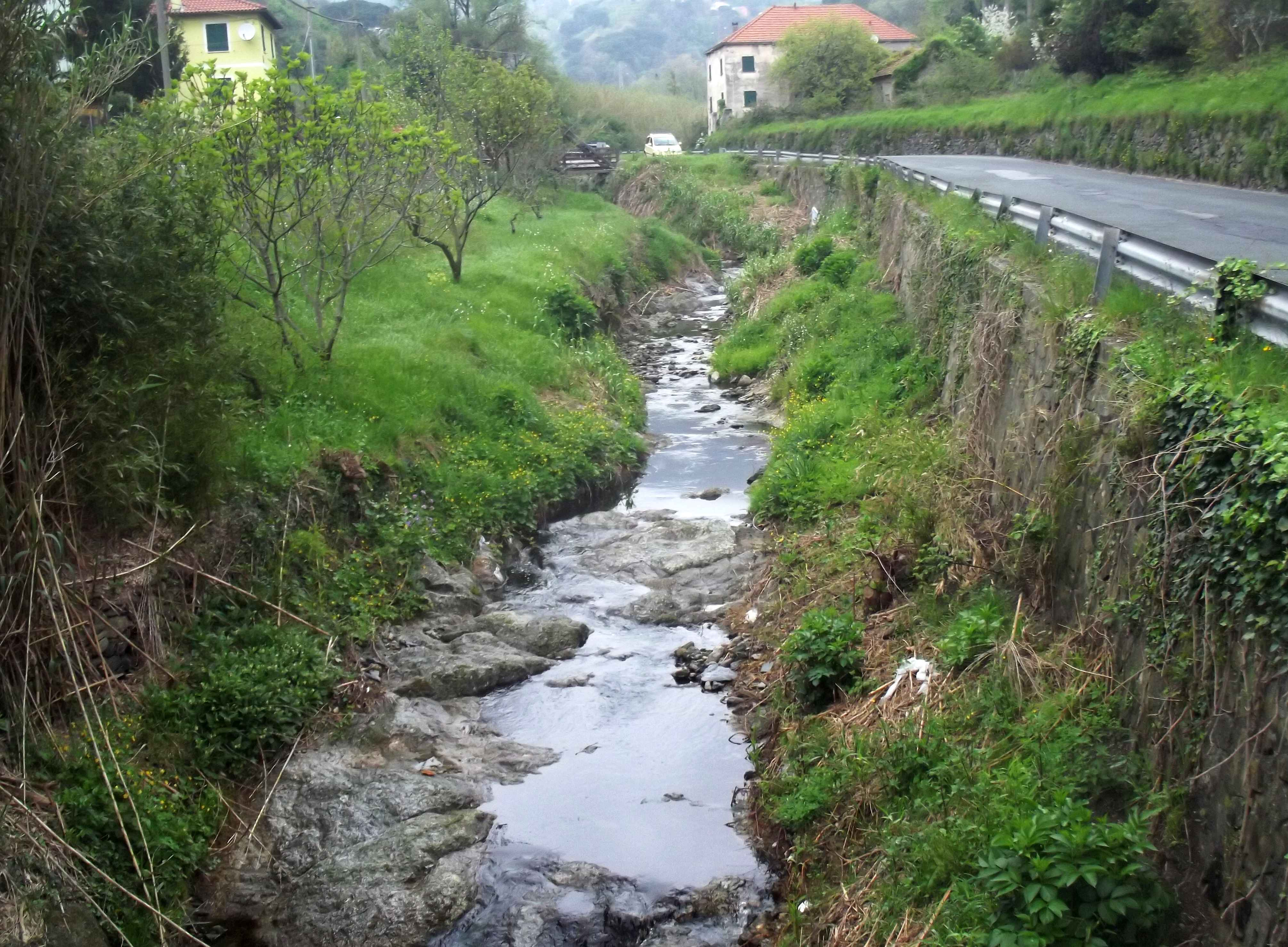
Il Riobasco a monte del santuario della Madonna della Pace,

Nasce a Stella, lungo le pendici di Monte Ciri. Scende rapidamente fin sotto la frazione di San Giovanni, per poi seguire il percorso della SP 334 del Sassello fino ad unirsi al Sansobbia ad Albisola Superiore, in prossimità del ponte ferroviario ed autostradale.

## Regime
Presenta un regime torrentizio e il suo principale affluente è il Remenon, che vi si unisce al Santuario della Madonna della Pace. Il corso d'acqua presenta il letto solitamente asciutto nel suo ultimo tratto (quello albisolese) e riesca ad unirsi al Sansobbia solo in caso di piogge o nel periodo invernale per lo scioglimento della neve sulle colline stellesi.